# Cheilosia aristata
Cheilosia aristata is een vliegensoort uit de familie van de zweefvliegen (Syrphidae). De wetenschappelijke naam van de soort is voor het eerst geldig gepubliceerd in 1997 door Barkalov & Stahls.